# Przegląd Zakopiański
Przegląd Zakopiański – czasopismo ukazujące się w zasadzie w cyklu tygodniowym w Zakopanem w latach 1899–1906. Od 1904 z podtytułem „Czasopismo poświęcone sprawom Tatr i Podhala”. Pomimo krótkiego okresu ukazywania się było świadkiem zmian zapadłej wsi podhalańskiej w nowoczesne uzdrowisko i dynamicznie rozwijający się ośrodek turystyczno-sportowy. Stanowi ważne źródło poznania dziejów Tatr i Zakopanego.

## Charakterystyka
Pierwsza inicjatywa wydawania pisma zakopiańskiego wyszła na forum Wydziału Towarzystwa Tatrzańskiego ze strony Walerego Eljasza-Radzikowskiego już w 1891 r. Pomysł wydawania „Przeglądu” powstał z inicjatywy prywatnej grupy inteligencji, w większości na stałe mieszkającej w Zakopanem, pragnącej posiadać forum, na którym mogłaby lansować swoje pomysły rozwoju gminy zakopiańskiej oraz roli Zakopanego w krzewieniu kultury narodowej. Wiodącą rolę odgrywał tu Stanisław Witkiewicz. Do wydawania pisma walnie przyczynił się finansowo dr Tomasz Janiszewski.
Pierwszy numer pojawił się 3 sierpnia 1899 r. Do 29 marca 1903 r. pismem kierował uznany zakopiański działacz społeczny i publicysta Dionizy Bek, następnie do 13 czerwca 1903 Kazimierz Brzozowski, do 3 sierpnia 1903 Bronisław Dobek, po czym ponownie Dionizy Bek (do końca, tj. do 10 stycznia 1906).
Wydawcami pisma byli kolejno: W. Eljasz-Radzikowski (do 7 września 1899 r.), Henryk Bogdani (14 września 1899 – 28 czerwca 1900). Z dniem 1 lipca 1900 r. „Przegląd” został przejęty na własność przez Związek Przyjaciół Zakopanego, który figuruje jako wydawca do 3 sierpnia 1903 r. Później wydawali pismo Kazimierz Brzozowki (do 15 marca 1905) i Wenanty Piasecki (od 1 kwietnia 1905 do końca).
Jako redaktor odpowiedzialny pisma występowali: Walery Eljasz-Radzikowski, Henryk Bogdani, Florian Grużewski, Leonard Mataszewski, Marcin Woyczyński, Kazimierz Brzozowski, Mateusz Małek, Wenanty Piasecki.
Objętość poszczególnych numerów wynosiła 6–16 stron, przy czym 1–2 stron zajmowały reklamy. Oprócz miejsca na artykuły tematyczne pismo posiadało rubryki stałe: Z Rady gminnej, Z Klimatyki, Z sali zebrań i odczytów, Z Tatr, Z Towarzystwa Tatrzańskiego i Wiadomości bieżące. Drukowane w Krakowie w drukarni W. L. Anczyca i Spółki. Cena w prenumeracie miesięcznej wynosiła 35 centów, cena pojedynczego numeru – 10 centów.
Stałymi współpracownikami pisma byli m.in. wspomniany wyżej Walery Eljasz-Radzikowski (autor winietki „Przeglądu”), jego syn Stanisław Eljasz-Radzikowski (pisał m.in. na temat tzw. Sporu o Morskie Oko), sam Witkiewicz (propagował tu m.in. styl zakopiański), Mieczysław Limanowski (geologia Tatr i meteorologia) czy Wojciech Szukiewicz (sprawy społeczne, regionalizm). Poza tym w „Przeglądzie” publikowali Janusz Chmielowski, Feliks Gwiżdż, Tadeusz Miciński, Franciszek H. Nowicki, Władysław Orkan, Jan Gwalbert Pawlikowski, Stanisław Przybyszewski, Henryk Sienkiewicz, Wacław Wolski, Stefan Żeromski i in.
Pierwotnie „Przegląd” wydawany był w czwartki, a od 1903 r. w soboty. Od pierwszego numeru z dnia 3 sierpnia 1899 r. do 52 nr w 1902 r. wychodził regularnie co tydzień. W 1903 r. wydano 39 numerów, w 1904 – 4 numery, w 1905 – 19 numerów. W 1906 r. wyszedł tylko jeden numer z datą 10 stycznia. Łącznie wydano 243 numery.
Pismo upadło w związku z niechętnym napływowej inteligencji stanowiskiem części rady gminy, skupionej wokół dra Andrzeja Chramca, i będącym następstwem tego rozwiązaniem Towarzystwa Przyjaciół Zakopanego.